# Matrioptila jeanae
Matrioptila jeanae är en nattsländeart som först beskrevs av Ross 1938.  Matrioptila jeanae ingår i släktet Matrioptila och familjen stenhusnattsländor. Inga underarter finns listade i Catalogue of Life.